# Đội tuyển bóng đá quốc gia Syria
Đội tuyển bóng đá quốc gia Syria (tiếng Ả Rập: منتخب سوريا لكرة القدم) là đội tuyển cấp quốc gia của Syria do Liên đoàn bóng đá Syria quản lý.
Trận thi đấu quốc tế đầu tiên của đội tuyển Syria là trận gặp đội tuyển Thổ Nhĩ Kỳ vào năm 1949. Thành tích tốt nhất của đội cho đến nay là lọt vào vòng 16 đội của AFC Asian Cup 2023.

## Lịch sử
Tuy chưa có thành tích nào thật sự ấn tượng, nhưng tuyển Syria là một trong đội bóng có lịch sử thi đấu quốc tế lâu đời nhất của châu Á. Tham dự vòng loại World Cup ngay từ giải năm 1950, trận đấu chính thức đầu tiên của đội chính là trận thuộc khuôn khổ vòng loại năm đó khi Syria thất thủ trước Thổ Nhĩ Kỳ với tỉ số 0-7 vào ngày 20 tháng 11 năm 1949. Đội vẫn chưa một lần tham dự vòng chung kết một Giải vô địch bóng đá thế giới, lần đội tiến tới gần đích nhất là tại vòng loại World Cup 1986 khi Syria thua Iraq ở vòng đấu loại trực tiếp cuối cùng khu vực Tây Á. 31 năm sau, họ cũng làm điều tương tự khi họ tiến thẳng vào vòng loại thứ ba World Cup 2018. Syria xếp ở vị trí thứ ba, vị trí dự play-off châu lục, tại đây, Syria đối đầu Úc, trận này Syria thất thủ với tỷ số 2–3, qua đó dừng bước tại vòng play-off.
Tại các kỳ Cúp bóng đá châu Á, tuyển Syria đã bảy lần được tham dự vòng chung kết với thành tích ấn tượng nhất là lọt vào vòng 16 đội tại Cúp bóng đá châu Á 2023. Thành tích nổi bật khác của bóng đá Syria còn phải kể đến chức vô địch giải trẻ châu Á mà các cầu thủ trẻ nước này giành được vào năm 1994. Đội tuyển trẻ Syria cũng đã hai lần góp mặt tại vòng chung kết Giải vô địch bóng đá U-20 thế giới vào các năm 1995 và 2005.

## Danh hiệu
- Vô địch Tây Á: 1

Vô địch: 2012
Á quân: 2000; 2004
Hạng ba: 2008
- Vô địch cúp Ả Rập: 0

Á quân: 1963; 1966; 1988

## Thành tích

### Cấp thế giới

#### World Cup
| Thành tích tại World Cup | Thành tích tại World Cup | Thành tích tại World Cup | Thành tích tại World Cup | Thành tích tại World Cup | Thành tích tại World Cup | Thành tích tại World Cup | Thành tích tại World Cup |
| Năm                      | Thành tích               | GP                       | W                        | D                        | L                        | GS                       | GA                       |
| ------------------------ | ------------------------ | ------------------------ | ------------------------ | ------------------------ | ------------------------ | ------------------------ | ------------------------ |
| 1930 đến 1938            | Không tham dự            | Không tham dự            | Không tham dự            | Không tham dự            | Không tham dự            | Không tham dự            | Không tham dự            |
| 1950                     | Bỏ cuộc                  | Bỏ cuộc                  | Bỏ cuộc                  | Bỏ cuộc                  | Bỏ cuộc                  | Bỏ cuộc                  | Bỏ cuộc                  |
| 1954                     | Không vượt qua vòng loại | Không vượt qua vòng loại | Không vượt qua vòng loại | Không vượt qua vòng loại | Không vượt qua vòng loại | Không vượt qua vòng loại | Không vượt qua vòng loại |
| 1958                     | Không vượt qua vòng loại | Không vượt qua vòng loại | Không vượt qua vòng loại | Không vượt qua vòng loại | Không vượt qua vòng loại | Không vượt qua vòng loại | Không vượt qua vòng loại |
| 1962                     | Không tham dự            | Không tham dự            | Không tham dự            | Không tham dự            | Không tham dự            | Không tham dự            | Không tham dự            |
| 1966                     | Bỏ cuộc                  | Bỏ cuộc                  | Bỏ cuộc                  | Bỏ cuộc                  | Bỏ cuộc                  | Bỏ cuộc                  | Bỏ cuộc                  |
| 1970                     | Không tham dự            | Không tham dự            | Không tham dự            | Không tham dự            | Không tham dự            | Không tham dự            | Không tham dự            |
| 1974                     | Không vượt qua vòng loại | Không vượt qua vòng loại | Không vượt qua vòng loại | Không vượt qua vòng loại | Không vượt qua vòng loại | Không vượt qua vòng loại | Không vượt qua vòng loại |
| 1978                     | Bỏ cuộc                  | Bỏ cuộc                  | Bỏ cuộc                  | Bỏ cuộc                  | Bỏ cuộc                  | Bỏ cuộc                  | Bỏ cuộc                  |
| 1982 đến 2026            | Không vượt qua vòng loại | Không vượt qua vòng loại | Không vượt qua vòng loại | Không vượt qua vòng loại | Không vượt qua vòng loại | Không vượt qua vòng loại | Không vượt qua vòng loại |
| Tổng cộng                |                          | -                        | -                        | -                        | -                        | -                        | -                        |

#### Thế vận hội
- (Nội dung thi đấu dành cho cấp đội tuyển quốc gia cho đến kỳ Đại hội năm 1988)

| Thành tích tại Thế vận hội | Thành tích tại Thế vận hội | Thành tích tại Thế vận hội | Thành tích tại Thế vận hội | Thành tích tại Thế vận hội | Thành tích tại Thế vận hội | Thành tích tại Thế vận hội | Thành tích tại Thế vận hội |
| Năm                        | Thành tích                 | GP                         | W                          | D                          | L                          | GS                         | GA                         |
| -------------------------- | -------------------------- | -------------------------- | -------------------------- | -------------------------- | -------------------------- | -------------------------- | -------------------------- |
| 1900 đến 1968              | Không tham dự              | Không tham dự              | Không tham dự              | Không tham dự              | Không tham dự              | Không tham dự              | Không tham dự              |
| 1972                       | Không vượt qua vòng loại   | Không vượt qua vòng loại   | Không vượt qua vòng loại   | Không vượt qua vòng loại   | Không vượt qua vòng loại   | Không vượt qua vòng loại   | Không vượt qua vòng loại   |
| 1976                       | Không tham dự              | Không tham dự              | Không tham dự              | Không tham dự              | Không tham dự              | Không tham dự              | Không tham dự              |
| 1980                       | Vòng 1                     | 3                          | 0                          | 1                          | 2                          | 0                          | 8                          |
| 1984 đến 1988              | Không vượt qua vòng loại   | Không vượt qua vòng loại   | Không vượt qua vòng loại   | Không vượt qua vòng loại   | Không vượt qua vòng loại   | Không vượt qua vòng loại   | Không vượt qua vòng loại   |
| Tổng cộng                  | 1 lần                      | 3                          | 0                          | 1                          | 2                          | 0                          | 8                          |

### Cấp châu lục

#### Cúp bóng đá châu Á
| Thành tích tại Cúp bóng đá châu Á | Thành tích tại Cúp bóng đá châu Á | Thành tích tại Cúp bóng đá châu Á | Thành tích tại Cúp bóng đá châu Á | Thành tích tại Cúp bóng đá châu Á | Thành tích tại Cúp bóng đá châu Á | Thành tích tại Cúp bóng đá châu Á | Thành tích tại Cúp bóng đá châu Á |
| Năm                               | Thành tích                        | GP                                | W                                 | D                                 | L                                 | GS                                | GA                                |
| --------------------------------- | --------------------------------- | --------------------------------- | --------------------------------- | --------------------------------- | --------------------------------- | --------------------------------- | --------------------------------- |
| 1956 đến 1968                     | Không tham dự                     | -                                 | -                                 | -                                 | -                                 | -                                 | -                                 |
| 1972                              | Không vượt qua vòng loại          | -                                 | -                                 | -                                 | -                                 | -                                 | -                                 |
| 1976                              | Bỏ cuộc                           | -                                 | -                                 | -                                 | -                                 | -                                 | -                                 |
| 1980                              | Vòng 1                            | 4                                 | 2                                 | 1                                 | 1                                 | 3                                 | 2                                 |
| 1984                              | Vòng 1                            | 4                                 | 1                                 | 1                                 | 2                                 | 3                                 | 5                                 |
| 1988                              | Vòng 1                            | 4                                 | 2                                 | 0                                 | 2                                 | 2                                 | 5                                 |
| 1992                              | Không vượt qua vòng loại          | -                                 | -                                 | -                                 | -                                 | -                                 | -                                 |
| 1996                              | Vòng 1                            | 3                                 | 1                                 | 0                                 | 2                                 | 3                                 | 6                                 |
| 2000 đến 2007                     | Không vượt qua vòng loại          | -                                 | -                                 | -                                 | -                                 | -                                 | -                                 |
| 2011                              | Vòng 1                            | 3                                 | 1                                 | 0                                 | 2                                 | 4                                 | 5                                 |
| 2015                              | Không vượt qua vòng loại          | -                                 | -                                 | -                                 | -                                 | -                                 | -                                 |
| 2019                              | Vòng 1                            | 3                                 | 0                                 | 1                                 | 2                                 | 2                                 | 5                                 |
| 2023                              | Vòng 2                            | 4                                 | 1                                 | 2                                 | 1                                 | 2                                 | 2                                 |
| 2027                              | Chưa xác định                     | -                                 | -                                 | -                                 | -                                 | -                                 | -                                 |
| Tổng cộng                         | 7 lần tham dự                     | 25                                | 8                                 | 5                                 | 12                                | 19                                | 30                                |

#### Á vận hội
- (Nội dung thi đấu dành cho cấp đội tuyển quốc gia cho đến kỳ Đại hội năm 1998)

| Thành tích tại Á vận hội | Thành tích tại Á vận hội | Thành tích tại Á vận hội | Thành tích tại Á vận hội | Thành tích tại Á vận hội | Thành tích tại Á vận hội | Thành tích tại Á vận hội | Thành tích tại Á vận hội |
| Năm                      | Thành tích               | GP                       | W                        | D                        | L                        | GS                       | GA                       |
| ------------------------ | ------------------------ | ------------------------ | ------------------------ | ------------------------ | ------------------------ | ------------------------ | ------------------------ |
| 1951 đến 1978            | Không tham dự            | -                        | -                        | -                        | -                        | -                        | -                        |
| 1982                     | Vòng 1                   | 3                        | 0                        | 2                        | 1                        | 3                        | 5                        |
| 1986 đến 1998            | Không tham dự            | -                        | -                        | -                        | -                        | -                        | -                        |
| Tổng cộng                | 1 lần vòng 1             | 3                        | 0                        | 2                        | 1                        | 3                        | 5                        |

### Cấp khu vực

#### Giải vô địch bóng đá Tây Á
| Thành tích tại Giải vô địch bóng đá Tây Á | Thành tích tại Giải vô địch bóng đá Tây Á | Thành tích tại Giải vô địch bóng đá Tây Á | Thành tích tại Giải vô địch bóng đá Tây Á | Thành tích tại Giải vô địch bóng đá Tây Á | Thành tích tại Giải vô địch bóng đá Tây Á | Thành tích tại Giải vô địch bóng đá Tây Á | Thành tích tại Giải vô địch bóng đá Tây Á |         |
| Năm                                       | Thành tích                                | GP                                        | W                                         | D                                         | L                                         | GS                                        | GA                                        |         |
| ----------------------------------------- | ----------------------------------------- | ----------------------------------------- | ----------------------------------------- | ----------------------------------------- | ----------------------------------------- | ----------------------------------------- | ----------------------------------------- | ------- |
| 2000                                      | Á quân                                    | 5                                         | 2                                         | 1                                         | 2                                         | 5                                         | 2                                         |         |
| 2002                                      | Hạng tư                                   | 4                                         | 1                                         | 1                                         | 2                                         | 5                                         | 6                                         |         |
| 2004                                      | Á quân                                    | 4                                         | 1                                         | 1                                         | 2                                         | 6                                         | 13                                        |         |
| 2007                                      | Bán kết                                   | 3                                         | 2                                         | 0                                         | 1                                         | 2                                         | 3                                         |         |
| 2008                                      | Bán kết                                   | 3                                         | 1                                         | 1                                         | 1                                         | 2                                         | 3                                         |         |
| 2010                                      | Vòng 1                                    | 2                                         | 0                                         | 1                                         | 1                                         | 2                                         | 3                                         |         |
| 2012                                      | Vô địch                                   | 3                                         | 1                                         | 1                                         | 1                                         | 2                                         | 3                                         |         |
| 2014                                      | Bỏ cuộc                                   | Bỏ cuộc                                   | Bỏ cuộc                                   | Bỏ cuộc                                   | Bỏ cuộc                                   | Bỏ cuộc                                   | Bỏ cuộc                                   | Bỏ cuộc |
| Tổng cộng                                 | 1 lần: Vô địch                            | 4                                         | 2                                         | 2                                         | 0                                         | 5                                         | 3                                         |         |

#### Cúp bóng đá Ả Rập
| Thành tích tại Cúp bóng đá Ả Rập | Thành tích tại Cúp bóng đá Ả Rập | Thành tích tại Cúp bóng đá Ả Rập | Thành tích tại Cúp bóng đá Ả Rập | Thành tích tại Cúp bóng đá Ả Rập | Thành tích tại Cúp bóng đá Ả Rập | Thành tích tại Cúp bóng đá Ả Rập | Thành tích tại Cúp bóng đá Ả Rập | Thành tích tại Cúp bóng đá Ả Rập |
| Năm                              | Thành tích                       | Trận                             | Thắng                            | Hòa                              | Thua                             | Bàn thắng                        | Bàn thua                         |                                  |
| -------------------------------- | -------------------------------- | -------------------------------- | -------------------------------- | -------------------------------- | -------------------------------- | -------------------------------- | -------------------------------- | -------------------------------- |
| 1963                             | Á quân                           | 4                                | 3                                | 0                                | 1                                | 9                                | 4                                |                                  |
| 1964                             | Không tham dự                    | Không tham dự                    | Không tham dự                    | Không tham dự                    | Không tham dự                    | Không tham dự                    | Không tham dự                    |                                  |
| 1966                             | Á quân                           | 5                                | 3                                | 1                                | 1                                | 9                                | 4                                |                                  |
| 1985                             | Không tham dự                    | Không tham dự                    | Không tham dự                    | Không tham dự                    | Không tham dự                    | Không tham dự                    | Không tham dự                    |                                  |
| 1988                             | Á quân                           | 6                                | 2                                | 2                                | 2                                | 5                                | 5                                |                                  |
| 1992                             | Hạng tư                          | 4                                | 0                                | 3                                | 1                                | 2                                | 3                                |                                  |
| 1998                             | Vòng bảng                        | 2                                | 0                                | 0                                | 2                                | 1                                | 6                                |                                  |
| 2002                             | Vòng bảng                        | 4                                | 2                                | 0                                | 2                                | 8                                | 6                                |                                  |
| 2012                             | Không tham dự                    | Không tham dự                    | Không tham dự                    | Không tham dự                    | Không tham dự                    | Không tham dự                    | Không tham dự                    |                                  |
| 2021                             | Vòng bảng                        | 3                                | 1                                | 0                                | 2                                | 4                                | 4                                |                                  |
| Tổng cộng                        | 2 lần á quân                     | 28                               | 11                               | 6                                | 11                               | 38                               | 32                               |                                  |

## Cầu thủ

### Đội hình hiện tại
- Ngày thi đấu: 6 tháng 6–11 tháng 6 năm 2024
- Đối thủ:  CHDCND Triều Tiên &  Nhật Bản
- Giải đấu: Vòng loại Giải vô địch bóng đá thế giới 2026

Số liệu thống kê tính đến ngày 31 tháng 1 năm 2024 sau trận gặp  CHDCND Triều Tiên.
| Số | VT | Cầu thủ                    | Ngày sinh (tuổi)  | Trận | Bàn | Câu lạc bộ              |
| -- | -- | -------------------------- | ----------------- | ---- | --- | ----------------------- |
|    | TM | Ahmad Madania              | 1 tháng 1, 1990   | 30   | 0   | Al-Faisaly              |
|    | TM | Esteban Glellel            | 6 tháng 1, 1999   | 0    | 0   | Quilmes                 |
|    | TM | Elias Hadaya               | 21 tháng 8, 1998  | 0    | 0   | Utsiktens               |
|    | TM | Maksim Sarraf              | 15 tháng 3, 2005  | 0    | 0   | Andijon                 |
|    |    |                            |                   |      |     |                         |
|    | HV | Moayad Ajan                | 16 tháng 2, 1993  | 73   | 3   | Al-Jaish                |
|    | HV | Omar Midani                | 26 tháng 1, 1994  | 62   | 1   | Al-Nasr                 |
|    | HV | Amro Jenyat                | 15 tháng 1, 1993  | 45   | 1   | Al-Karamah              |
|    | HV | Thaer Krouma               | 2 tháng 2, 1990   | 41   | 1   | Mumbai City             |
|    | HV | Khaled Kourdoghli          | 31 tháng 1, 1997  | 25   | 0   | Al-Wehdat               |
|    | HV | Abdul Rahman Weiss         | 14 tháng 6, 1998  | 21   | 0   | Athens Kallithea        |
|    | HV | Muayad Al Khouli           | 16 tháng 10, 1993 | 15   | 0   | Al-Jaish                |
|    | HV | Emiliano Amor              | 16 tháng 5, 1995  | 0    | 0   | Colo-Colo               |
|    |    |                            |                   |      |     |                         |
|    | TV | Fahd Youssef               | 15 tháng 5, 1987  | 44   | 7   | Al-Shorta               |
|    | TV | Mouhamad Anez              | 14 tháng 5, 1995  | 29   | 1   | Al-Riffa                |
|    | TV | Mohammad Al Hallak         | 1 tháng 1, 1999   | 18   | 1   | Al-Ahed                 |
|    | TV | Ammar Ramadan              | 5 tháng 1, 2001   | 15   | 0   | Dunajská Streda         |
|    | TV | Ezequiel Ham               | 10 tháng 1, 1994  | 11   | 0   | Independiente Rivadavia |
|    | TV | Ibrahim Hesar              | 15 tháng 11, 1993 | 11   | 2   | Foolad                  |
|    | TV | Jalil Elías                | 25 tháng 4, 1996  | 8    | 0   | Johor Darul Ta'zim      |
|    | TV | Elmar Abraham              | 1 tháng 3, 1999   | 4    | 0   | Skövde AIK              |
|    |    |                            |                   |      |     |                         |
|    | TĐ | Omar Al Somah (Đội trưởng) | 28 tháng 3, 1989  | 41   | 21  | Al-Arabi                |
|    | TĐ | Alaa Al Dali               | 3 tháng 1, 1997   | 24   | 4   | Naft Missan             |
|    | TĐ | Antonio Yakoub             | 12 tháng 6, 2002  | 3    | 0   | Gefle                   |
|    | TĐ | Tobías Cervera             | 6 tháng 8, 2002   | 0    | 0   | Rosario Central         |

### Triệu tập gần đây
| Vt | Cầu thủ             | Ngày sinh (tuổi)  | Số trận | Bt | Câu lạc bộ       | Lần cuối triệu tập                   |
| -- | ------------------- | ----------------- | ------- | -- | ---------------- | ------------------------------------ |
| TM | Ibrahim Alma        | 18 tháng 10, 1991 | 80      | 0  | Tishreen         | v. Myanmar, 26 March 2024            |
| TM | Taha Mosa           | 24 tháng 5, 1987  | 6       | 0  | Al-Fotuwa        | v. Myanmar, 26 March 2024            |
| TM | Amjad Al Sayed      | 6 tháng 6, 1993   | 0       | 0  | Al-Wathba        | v. Kuwait, 17 October 2023           |
| TM | Shaher Al Shaker    | 1 tháng 4, 1993   | 2       | 0  | Al-Ittihad       | v. Trung Quốc, 12 September 2023     |
|    |                     |                   |         |    |                  |                                      |
| HV | Aiham Ousou         | 9 tháng 1, 2000   | 7       | 0  | Cádiz            | v. Myanmar, 26 March 2024            |
| HV | Abdullah Al Shami   | 2 tháng 3, 1994   | 14      | 0  | Al-Nasr          | 2023 AFC Asian CupPRE                |
| HV | Saad Al Ahmad       | 10 tháng 8, 1989  | 12      | 0  | Hutteen          | 2023 AFC Asian CupPRE                |
| HV | Youssef Mohammad    | 26 tháng 6, 1999  | 10      | 0  | Al-Wahda         | v. Kuwait, 17 October 2023           |
| HV | Hussein Jwayed      | 1 tháng 1, 1993   | 37      | 0  | Hutteen          | v. Việt Nam, 20 June 2023            |
| HV | Fares Arnaout       | 31 tháng 1, 1997  | 11      | 0  | Al-Fotuwa        | v. Việt Nam, 20 June 2023            |
|    |                     |                   |         |    |                  |                                      |
| TV | Mahmoud Al Aswad    | 14 tháng 9, 2003  | 7       | 0  | Al-Karamah       | v. CHDCND Triều Tiên, 6 June 2024INJ |
| TV | Daleho Irandust     | 4 tháng 6, 1998   | 2       | 0  | Brommapojkarna   | v. CHDCND Triều Tiên, 6 June 2024INJ |
| TV | Noah Shamoun        | 8 tháng 12, 2002  | 2       | 0  | Randers          | v. Myanmar, 26 March 2024            |
| TV | Mahmoud Dahoud      | 1 tháng 1, 1996   | 0       | 0  | VfB Stuttgart    | v. Myanmar, 26 March 2024WD          |
| TV | Mohammed Osman      | 1 tháng 1, 1994   | 24      | 1  | Lamphun Warriors | v. Myanmar, 21 March 2024INJ         |
| TV | Mohammad Al Marmour | 4 tháng 1, 1995   | 34      | 4  | Al-Ahed          | 2023 AFC Asian Cup                   |
| TV | Kamel Hmeisheh      | 23 tháng 7, 1998  | 27      | 0  | Tishreen         | 2023 AFC Asian Cup                   |
| TV | Malek Janeer        | 1 tháng 1, 2003   | 0       | 0  | Al Wasl          | 2023 AFC Asian CupPRE                |
| TV | Mahmoud Al-Mawas    | 1 tháng 1, 1993   | 93      | 15 | Al-Shorta        | v. Nhật Bản, 21 November 2023        |
| TV | Ahmed Ashkar        | 12 tháng 12, 1996 | 27      | 1  | Al-Fotuwa        | v. Trung Quốc, 12 September 2023     |
| TV | Mustafa Jneid       | 11 tháng 1, 2000  | 6       | 0  | Al-Fotuwa        | v. Trung Quốc, 12 September 2023     |
| TV | Hosam Aiesh         | 14 tháng 4, 1995  | 3       | 0  | FC Seoul         | v. Việt Nam, 20 June 2023            |
| TV | Moudi Najjar        | 20 tháng 6, 2000  | 0       | 0  | Hwaseong         | v. Việt Nam, 20 June 2023            |
|    |                     |                   |         |    |                  |                                      |
| TĐ | Omar Khribin        | 15 tháng 1, 1994  | 60      | 26 | Al Wahda         | v. Myanmar, 26 March 2024            |
| TĐ | Mardik Mardikian    | 14 tháng 3, 1992  | 44      | 8  | Hutteen          | v. Myanmar, 26 March 2024            |
| TĐ | Pablo Sabbag        | 11 tháng 6, 1997  | 5       | 1  | Alianza Lima     | 2023 AFC Asian Cup                   |
| TĐ | Yassin Samia        | 22 tháng 2, 1998  | 7       | 1  | Erbil            | 2023 AFC Asian CupPRE                |